# Arxan
Arxan (chiń. 阿尔山; pinyin Ā’ěrshān) – miasto na prawach powiatu w północno-wschodnich Chinach, w regionie autonomicznym Mongolia Wewnętrzna, w związku Hinggan. W 1999 roku liczba mieszkańców miasta wynosiła 48 644.